# Mùa xuân
Mùa xuân (Tiếng Anh: spring) là một trong bốn mùa trong năm thường được công nhận ở những vùng ôn đới và cận cực, tiếp nối mùa đông và diễn ra trước mùa hạ, thường diễn ra từ tháng ba đến tháng năm ở Bắc Bán Cầu và từ tháng chín đến tháng mười một ở Nam Bán Cầu. Về mùa xuân có rất nhiều định nghĩa, nhưng cách sử dụng khác nhau tùy vào khí hậu, văn hóa và tập quán của mỗi khu vực. Khi ở Bắc bán cầu đang là mùa xuân thì ở Nam bán cầu sẽ là mùa thu. Vào ngày xuân phân, ngày dài xấp xỉ 12 giờ và kể từ đó trở đi quảng thời gian ban ngày bắt đầu tăng lên. Ngoài đề cập đến một mùa trong năm, mùa xuân hay "thời kỳ mùa xuân" còn thường được liên tưởng đến sự tái sinh, trẻ hóa, đổi mới, sự sống lại và tái phát triển (như thanh xuân, mang nghĩa là "tuổi trẻ").

## Từ nguyên
Chữ Hán: 春.

## Thời gian

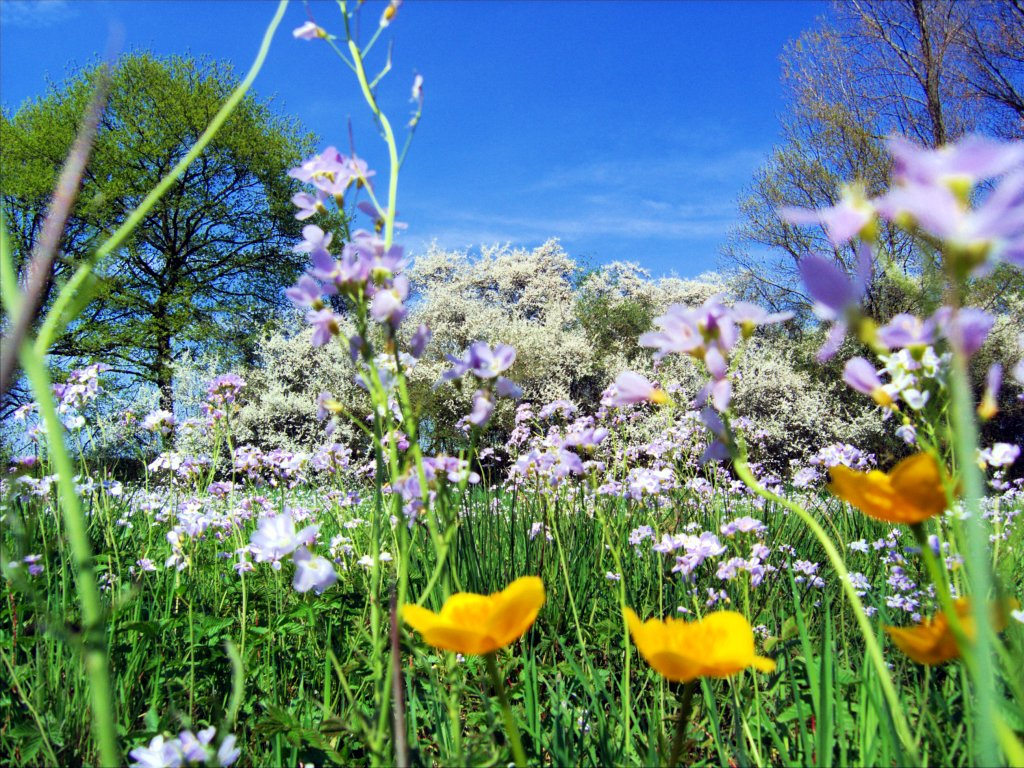
Cánh đồng mùa xuân với hoa vị kim, Cardamine pratensis và mận gai (phía sau)

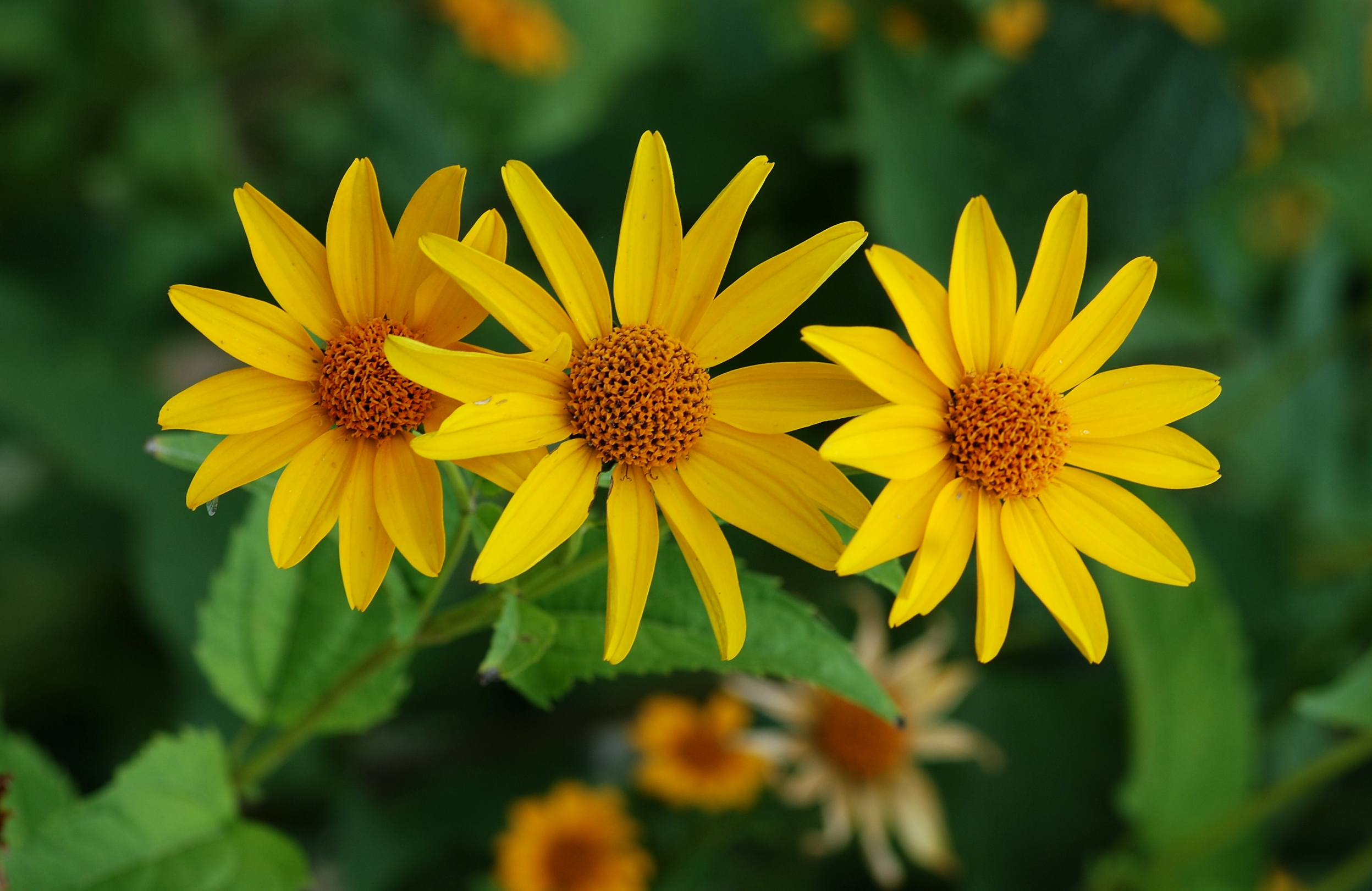
Phong tục tặng hoa vàng vào ngày đầu xuân của người Argentina như một biểu tượng của niềm vui, năng lượng và sự lạc quan đã lan rộng ra nhiều quốc gia.

Trong thiên văn học người ta định nghĩa mùa xuân bắt đầu từ thời điểm diễn ra tiết xuân phân (khoảng ngày 21 tháng 3 ở Bắc bán cầu và ngày 23 tháng 9 ở Nam bán cầu) và kết thúc vào thời điểm diễn ra tiết hạ chí (khoảng ngày 21 tháng 6 ở Bắc bán cầu và 21 tháng 12 ở Nam bán cầu). Trong khí tượng học, để thuận tiện thì người ta tính mùa xuân bao gồm toàn bộ các tháng Ba, Tư và Năm ở Bắc bán cầu còn tại Nam bán cầu là toàn bộ các tháng Chín, Mười và Mười Một.
Tuy nhiên, theo truyền thống thì lịch của một số nền văn hóa như lịch Ireland chẳng hạn, người ta tính toàn bộ các tháng Hai, Ba và Tư. Tại Việt Nam cũng như các nước khác chịu ảnh hưởng của nền văn minh Trung Hoa thì người ta tính mùa xuân bắt đầu từ thời điểm diễn ra tiết lập xuân (khoảng ngày 5 tháng 2) và kết thúc tại thời điểm diễn ra tiết lập hạ (khoảng ngày 5 tháng 5).

## Đặc điểm

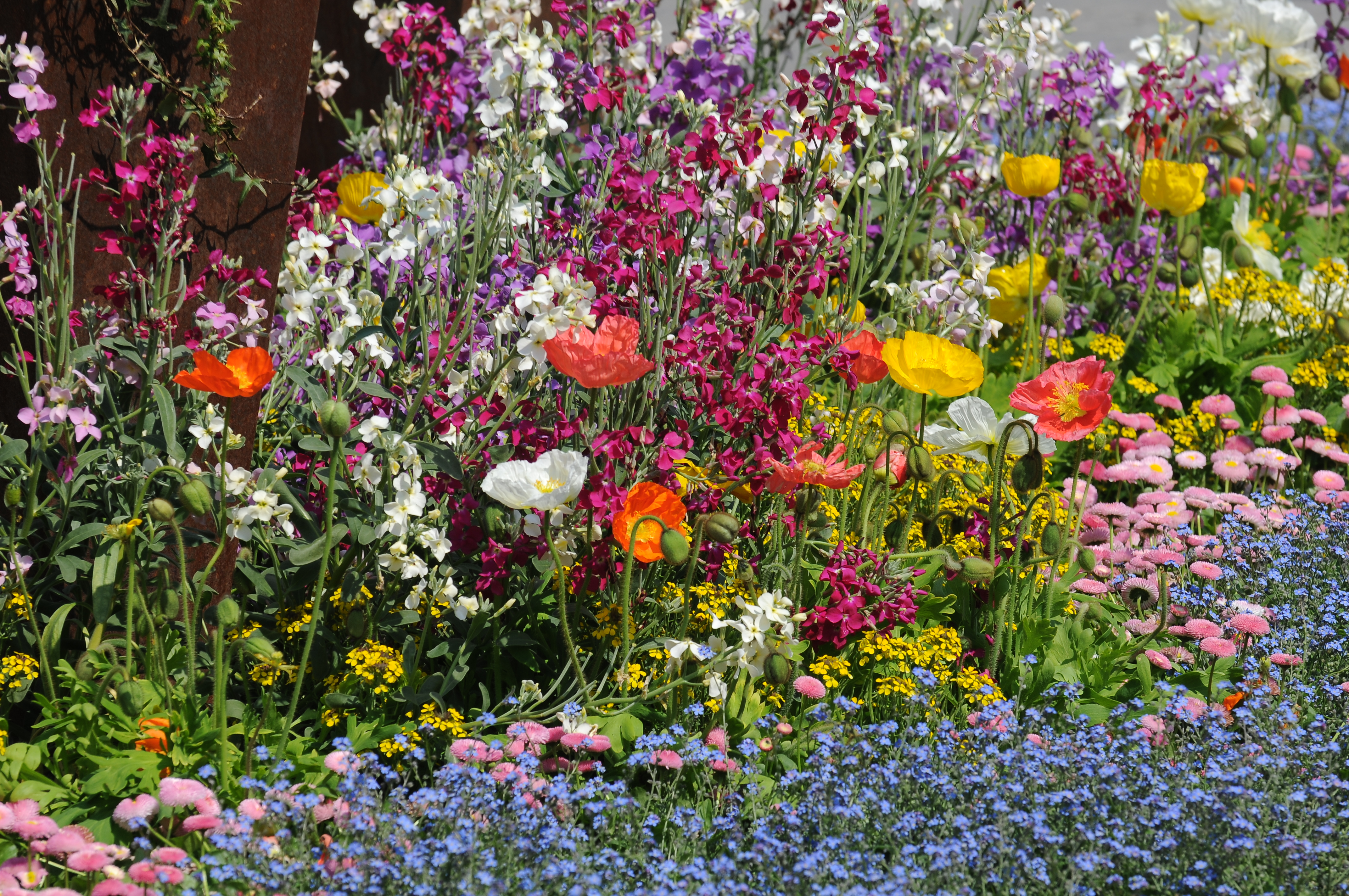
Hoa mùa xuân

Từ "mùa xuân" được sử dụng rộng rãi trên Trái Đất để chỉ một trong bốn mùa, kể cả cho khu vực ôn đới và nhiệt đới, mặc dù đôi khi tại vùng nhiệt đới người ta cũng dùng các khái niệm mùa mưa và mùa khô thay vì bốn mùa: xuân, hạ, thu, đông.
Trong mùa xuân, trục tự quay của Trái Đất nghiêng tăng dần về phía Mặt Trời, và các giờ được chiếu sáng được tăng dần lên để bằng hoặc lớn hơn 12 giờ mỗi ngày và nó tăng rất nhanh ở các vĩ độ lớn. Bán cầu có mùa xuân bắt đầu được sưởi ấm một cách đáng kể, làm cho thực vật đâm chồi nở hoa.

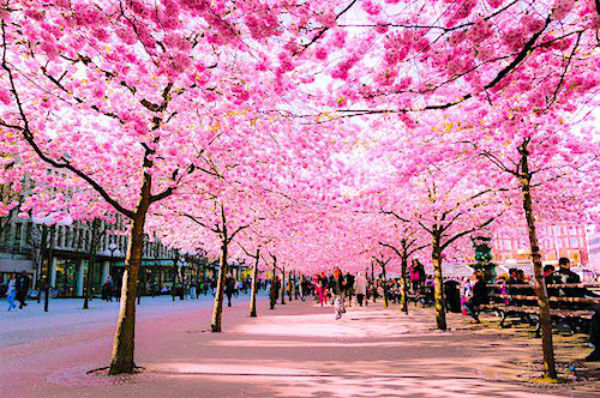
Mùa xuân tại Nhật Bản 日本

Các thông tin dưới đây đưa ra theo quan điểm định nghĩa mùa xuân trong thiên văn học và áp dụng cho các vùng ôn đới nhưng không được đúng lắm cho các vùng nhiệt đới.
Tuyết (nếu có) bắt đầu tan chảy và các con sông, dòng suối được làm đầy dần lên do tuyết tan. Phần lớn các loài thực vật có hoa nở hoa trong thời gian này của năm, trong một sự nối tiếp kéo dài được bắt đầu thậm chí từ khi vẫn còn tuyết trên mặt đất và tiếp tục cho đến đầu mùa hè. Trong các khu vực thông thường có ít tuyết hoặc không có tuyết, mùa xuân có thể bắt đầu sớm vào đầu tháng Hai (Bắc bán cầu) trong những năm ấm áp, với các khu vực cận nhiệt đới có sự khác biệt không đáng kể, còn các khu vực nhiệt đới thì không có gì khác biệt đáng kể. Tại các khu vực cận kề vùng Bắc cực có thể người ta không quan sát thấy mùa xuân cho đến tận tháng Năm hay thậm chí tháng Sáu, hoặc tháng 12 ở vùng ven châu Nam Cực.

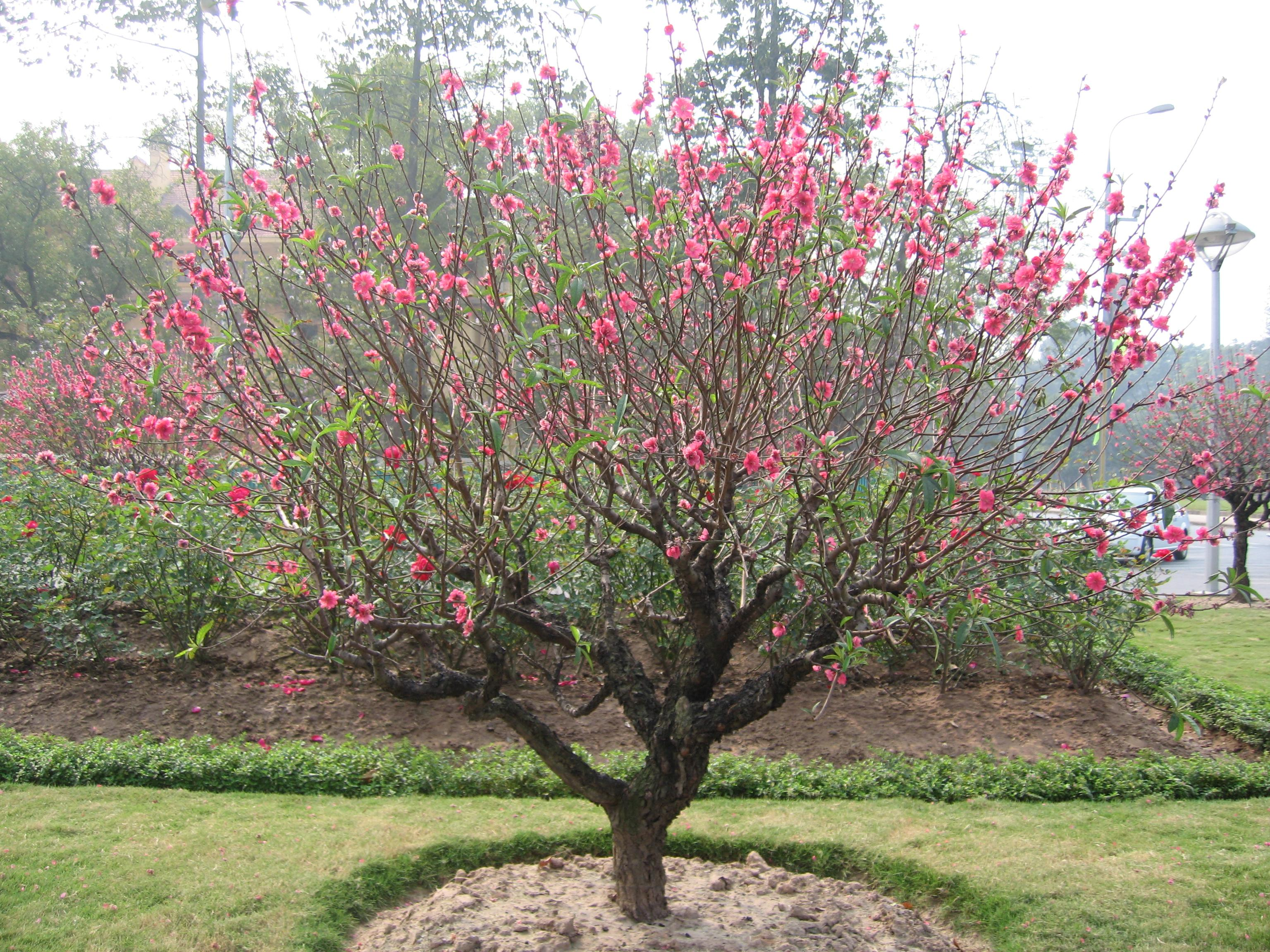
Hoa đào thường nở vào dịp Tết Nguyên đán trong mùa xuân tại miền Bắc Việt Nam

Thời tiết khắc nghiệt thông thường hay xảy ra nhất trong mùa xuân, khi không khí ấm bắt đầu lan tỏa từ các vĩ độ thấp trong khi không khí lạnh vẫn còn thổi xuống từ các vùng cực. Ngập lụt cũng phổ biến nhất trong và gần các khu vực miền núi trong thời gian này của năm do tuyết tan chảy được gia tốc thêm bởi các trận mưa ấm. Tại Hoa Kỳ, hành lang lốc xoáy hoạt động tích cực nhất vào thời gian này của năm, đặc biệt là do dãy núi Rocky ngăn cản sự lan tỏa của các khối khí nóng và lạnh không cho chúng lan về phía tây và thay vì thế ép chúng va chạm trực tiếp với nhau. Ngoài ra các trận lốc xoáy, mưa dông "siêu tế bào" có thể sinh ra các đuôi lớn rất nguy hiểm và gió rất mạnh, đối với chúng các cảnh báo mưa dông khắc nghiệt hay thậm chí các cảnh báo lốc xoáy thông thường hay được đưa ra. Thông thường, các trận giông tố vào mùa xuân thường tạo ra hàng loạt các cảnh báo. Thậm chí còn nhiều hơn trong mùa đông, các trận gió xoáy đóng một vai trò quan trọng trong thời tiết khắc nghiệt vào mùa xuân.
Thời tiết nóng bức có thể diễn ra vào mùa xuân, thậm chí chỉ một khoảng thời gian rất ngắn ngay sau khi thời tiết lạnh giá. Nhiệt độ trong tháng Năm có thể lên tới 30 °C (86 °F) và có thể có rủi ro của sự đột quỵ do nhiệt (chứng tăng thân nhiệt) do người ta đánh giá thấp các hiệu ứng thời tiết. Cũng có rủi ro do chứng giảm thân nhiệt nếu thời tiết đang nóng bức chuyển đột ngột sang lạnh giá giống như nó thường diễn ra trong tháng Ba và tháng Tư.
Một số trận bão tuyết tồi tệ nhất diễn ra vào mùa xuân, bao gồm Đại bão tuyết 1993, sinh ra các điều kiện của bão và sau đó làm cho tuyết rơi xuống miền bắc Florida ngày 13 tháng 3, và tích tụ lại thành lớp dày tới 5 ft (1,5 mét) trong nhiều khu vực của dãy núi Appalaches (Apalaxơ). Trận giông tố lớn mùa xuân năm 2003 đã tạo ra lớp tuyết dày tới 11 ft (3,3 mét) tại nhiều khu vực thuộc Colorado và 3 ft (90 cm) ở Denver, nó tạo ra nhiều tuyết trong tháng 3 và 4 hơn so với toàn bộ mùa đông trước đó (tháng 12 tới tháng 2).
Mùa bão cũng bắt đầu vào cuối mùa xuân, vào ngày 15 tháng 5 ở đông bắc Thái Bình Dương và 1 tháng 6 ở bắc Đại Tây Dương. Trước những ngày này, các trận bão hay thậm chí là áp thấp nhiệt đới cũng rất hiếm, một trong những trận áp thấp nhiệt đới sớm nhất có tên gọi là Ana đã diễn ra vào giữa tháng 4 năm 2003.
Thời gian mùa xuân được coi là thời gian của sự phát triển, sự hồi sinh của cuộc sống mới (cho cả động và thực vật) và một chu kỳ sống mới lại bắt đầu. Một trong các ngày lễ quan trọng của nhiều nền văn minh trên thế giới là lễ đón mừng năm mới, diễn ra vào mùa xuân; ví dụ như Tết Nguyên Đán ở Việt Nam.

## Trên các hành tinh

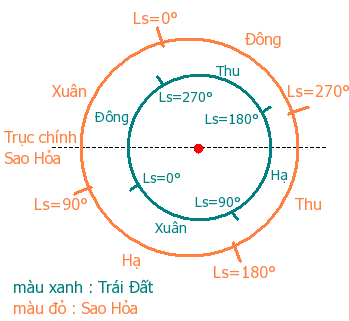
Mùa xuân ở Bắc bán cầu là khoảng 1/4 quỹ đạo của các hành tinh giữa L_{s} = 0° và 90°

Các hành tinh có trục tự quay không vuông góc với mặt phẳng quỹ đạo đều có hiện tượng mùa, bao gồm mùa xuân. Mùa xuân ở bắc bán cầu là khoảng thời gian bắt đầu khi hành tinh nằm ở điểm xuân phân (Ls = 0°) trên quỹ đạo, và kết thúc khi nó nằm ở điểm hạ chí (Ls = 90°). Mùa xuân ở bắc bán cầu trùng với mùa thu ở nam bán cầu, và mùa xuân ở nam bán cầu trùng với mùa thu ở bắc bán cầu.

## Hoa
Một số loại hoa nở trong mùa xuân là hoa mai, hoa đào, hoa cúc, hoa tuyết điểm, tulip, hoa loa kèn, anh túc đỏ, địa đinh,...